# René Depestre

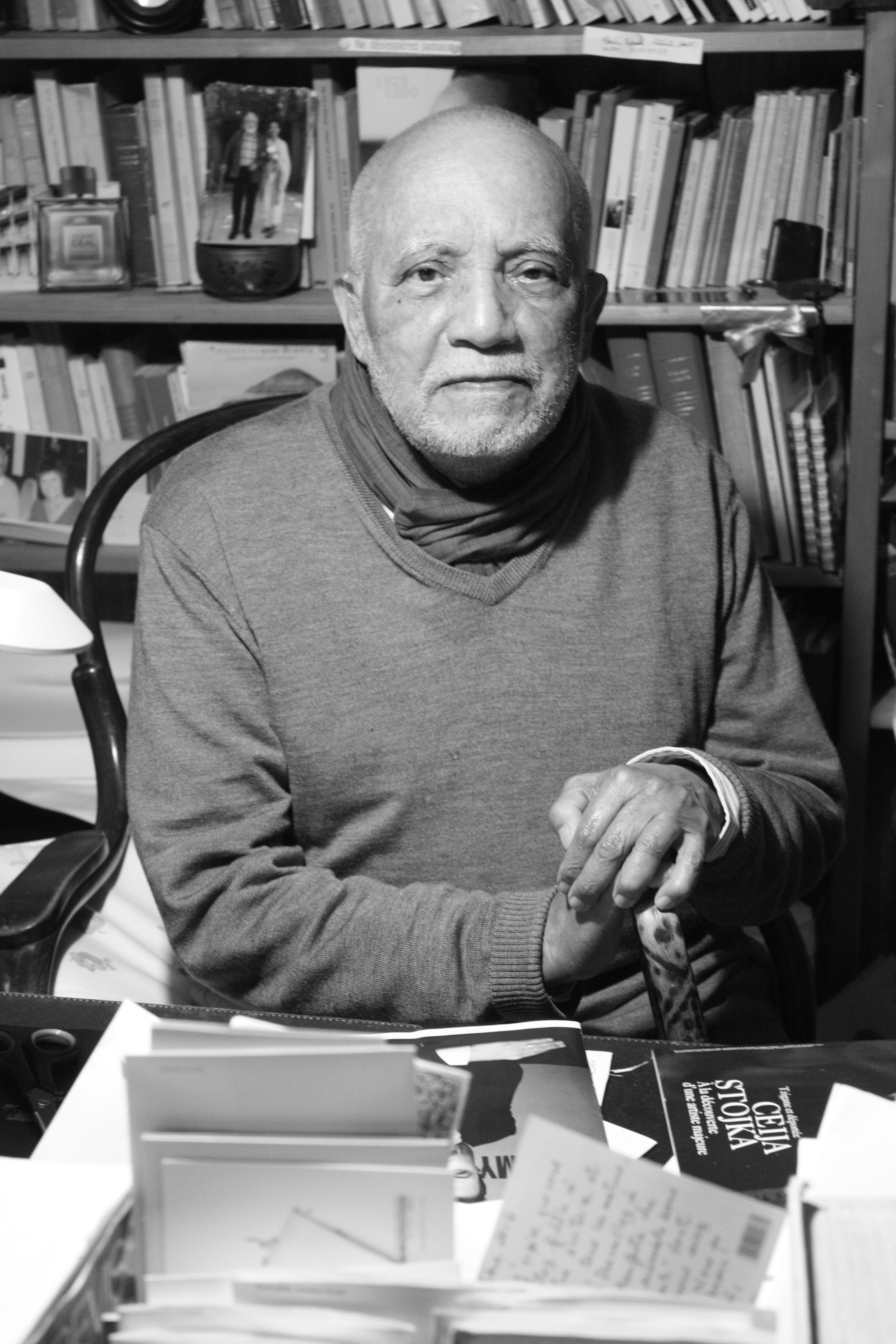
René Depestre

René Depestre (* 29. August 1926 in Jacmel auf Haiti) gilt als wichtiger haitianischer Intellektueller, Schriftsteller und Aktivist des 20. Jahrhunderts.

## Leben
René Depestre wuchs in Jacmel und in einem Dorf in der Nachbarschaft auf. Als sein Vater 1936 starb, musste er den Schulbesuch vorläufig abbrechen, zog zu seiner Großmutter in Jacmel und absolvierte eine Schneiderlehre. 1941 zog er zu seiner Mutter nach Port-au-Prince, besuchte das renommierte Lycée Alexandre-Pétion und 1943/1944 ein Jahr lang das Priesterseminar in Port-au-Prince, da er beabsichtigte, den Spiritanern beizutreten. Er begann, sich politisch zu engagieren und lernte Nicolás Guillén, André Breton, Jacques Roumain, Jean Price-Mars, Aimé Césaire und Alejo Carpentier kennen, die ihn in seinen literarischen Anfängen ermutigten und beeinflussten.
Sein erster Erzählungsband erschien 1945 in Port-au-Prince. Noch im selben Jahr publizierte er eine revolutionäre Zeitschrift. Darin veröffentlichte er eine Hommage an den Surrealisten André Breton, der gerade zu Gast auf der Insel war. Sie erregte großes Aufsehen und befeuerte eine Revolte von Gymnasiasten und Studenten, die 1946 zum Sturz der Regierung von Élie Lescot führte. Daraufhin wurde Depestre kurzzeitig verhaftet, da er als Anführer galt. Der neue Präsident, Dumarsais Estimé, der im August 1946 ins Amt gekommen, verlieh Depestre binnen Kurzem ein Stipendium zum Studium in Frankreich, um den Aufrührer auf diese Weise außer Landes zu bringen.
So verließ Depestre 1946 seine Heimat. Er lebte in Paris, Santiago de Chile, São Paulo, Kuba und Südfrankreich. Seit 1980 lebt er in Lézignan-Corbières.
Depestre schrieb mehrere Romane und zahlreiche Gedichte. Seine politischen Schriften befassen sich mit Haitis politischen wie sozialen Problemen und der Unterdrückung der Schwarzen.

## Werke (Auswahl)
Lyrik
- Anthologie personelle. Poésie. Actes Sud, Arles 1993, ISBN 2-86869-959-6.
- En état de poésie. Edition français réunis, Paris 1980, ISBN 2-201-01537-6.
- Journal d'un animal marin. Choix de poèmes, 1956–1990. Gallimard, Paris 1990, ISBN 2-07-072108-6.
- Ode à Malcolm X. Grande Brigitte. In: Peter Thompson (Hrsg.): Littérature moderne du monde francophone. Une anthologie. McGraw-Hill, Chicago, Ill. 1997, ISBN 978-0-8442-1588-4.
- Rage de vivre. Œuvres poétiques complètes. Seghers, Paris 2006, ISBN 978-2-232-12280-4.

Prosa
- Aus dem Tagebuch eines Meerestieres. Verlag Volk & Welt, Berlin 1986, ISBN 3-353-00046-1 (zweisprachig, Deutsch-Französisch).
- Eros dans un train chinois. Neuf histoires d'amour et un conte de sorcier. Gallimard, Paris 1990, ISBN 2-07-038597-3.
- Hadriana in all meinen Träumen. Roman. Suhrkamp, Frankfurt/M. 1990, ISBN 3-518-22252-X.
- L'œillet ensorcelé et autres nouvelles. Gallimard, Paris 2005, ISBN 978-2-07-031985-5.
- Der Schlaraffenbaum. Roman aus der Karibik („Le Mât de Cocagne“). Rotpunkt-Verlag, Zürich 1982, ISBN 3-85869-041-4.

Sachbücher
- Ainsi parle le fleuve noir. Editions „Paroles de l'Aube“, Grigny 1998, ISBN 2-84384-009-0.
- Bonjour et Adieu à la Négritude. Laffont, Paris 1980, ISBN 2-221-00570-8.
- Le métier à métisser. Stock, Paris 1998, ISBN 2-234-04961-X.
- Non-assistance à poètes en danger. Seghers, Paris 2005, ISBN 2-232-12269-7.
- Pour la révolution, pour la poésie. Leméac, Montreal 1974, ISBN 0-7761-3910-X.